# مترو بروكسل
بروكرمترو بروكسل (بالفرنسية: Métro de Bruxelles)‏ ، (بالهولندية: Brusselse metro)‏ هو نظام نقل سريع يخدم جزءًا كبيرًا من منطقة العاصمة بروكسل في بلجيكا. يتكون من أربعة خطوط مترو تقليدية وثلاثة خطوط بريمترو. خطوط المترو هي M1 و M2 و M5 و M6 مع بعض المقاطع المشتركة، والتي تغطي ما مجموعه 39.9 كيلومتر (24.8 ميل) ، مع 59   محطات المترو فقط. تتكون شبكة بريمترو من ثلاثة خطوط ترام (T3 و T4 و T7) تنتقل جزئيًا عبر أقسام تحت الأرض كان من المفترض تحويلها في النهاية إلى خطوط مترو. تستخدم المحطات تحت الأرض في شبكة ما قبل المترو نفس تصميم محطات المترو. يوجد عدد قليل من أقسام قطار الترام القصير تحت الأرض، لذلك هناك ما مجموعه 52.0 كيلومتر (32.3 ميل) من شبكة المترو والترام تحت الأرض. هناك ما مجموعه 69 محطة مترو وبريمترو اعتبارا من عام 2011.
تم افتتاح معظم القسم المشترك لخطي المترو الأولين (بين محطة مترو دي بروكر ومحطة تشومان) في 17 ديسمبر 1969 كخطوط ترام بريمترو  ، تم تحويلها في عام 1976 إلى أول خطين للمترو، ثم تم اعتبارها واحدة يتماشى مع فرعين، بين دي بروكر وتومبرج ودي بروكر وبيوليه. تتم إدارة المترو بواسطة STIB / MIVB (بالفرنسية: Société des Transports Intercommunaux de Bruxelles)‏ ، (بالهولندية: Maatschappij voor het Intercommunaal Vervoer te Brussel)‏. في عام 2011، تم استخدام المترو في 125.8 مليون رحلة،  وتم استخدامه في 138.3 مليون رحلة في عام 2012. يعد المترو وسيلة نقل مهمة، حيث يتصل مع ست محطات للسكك الحديدية تابعة لشركة السكك الحديدية الوطنية في بلجيكا، والعديد من محطات الترام والحافلات التي تديرها STIB / MIVB ، ومع محطات الحافلات فليميش دي ليجن ووالون تي أي سي.

تطوير مترو بروكسل حتى عام 2006

## روابط خارجية
- خريطة مترو بروكسل على خرائط جوجل مع تحديد الموقع الجغرافي
- STIB / MIVB الموقع الرسمي
- خريطة مترو الرسمية
- لخريطة النطاق
- بروكسل الصفحة على Urbanrail.net
- صور: Métro de Bruxelles (in French)
- الشبكة المقترحة : (in Dutch) / (in French)
- موقع على شبكة الإنترنت يحتوي على معلومات حول المستقبل "السطر 3" (in French and Dutch)

قالب:Brussels metro map